# Опыты на животных
Опыты на животных — использование животных в различных экспериментах.
Ежегодно в мире от опытов умирает около 100—150 миллионов позвоночных животных. Несмотря на исключительную важность беспозвоночных для ряда широкого спектра экспериментов (см. «модельные организмы»), их использование никак не контролируется, а учёт количества не ведётся. Большинство животных после применения в опытах усыпляется. Большинство лабораторных животных специально разводят, однако некоторых ловят в дикой среде либо покупают на аукционах и в приютах.
Опыты проводятся в университетах, медицинских училищах, фармацевтических компаниях, фермерских хозяйствах, оборонных предприятиях и коммерческих лабораториях (которые обслуживают нужды промышленности).
Опыты относятся к генетике, биологии развития, этологии и прикладным исследованиям типа биомедицинских, ксенотрансплантации, тестирования лекарств, токсикологических опытов (в том числе тестирование косметики и бытовой химии). Животных используют для обучения студентов и в оборонных исследованиях.
Сторонники использования животных в опытах утверждают, что практически все достижения в медицине XX века каким-либо образом зависели от опытов на животных. Институт исследований лабораторных животных Национальной академии наук США утверждает, что опыты на животных не могут быть заменены даже сложными компьютерными моделями, которые не способны смоделировать чрезвычайно сложные взаимодействия молекул, клеток, органов, тканей, организмов и окружающей среды. Организации за права животных и некоторые организации за благосостояние животных — такие, как PETA и BUAV — ставят под вопрос необходимость и законность опытов на животных, утверждая, что они жестокие и плохо регулируются, что медицинский прогресс в действительности задерживается вводящими в заблуждение моделями процессов у животных, которые не могут надёжно предсказать эффекты у людей, что некоторые из опытов устарели, что затраты превышают прибыли, или что у животных есть неотъемлемое право не быть используемыми в экспериментах или не получать вреда в ходе экспериментов.

## Терминология
«Опыты на животных» часто называют «вивисекцией». Однако термин «вивисекция» буквально означает «разрезание живых существ» и исторически относится только к экспериментам, связанным с диссекцией (вскрытием) живых животных. «Энциклопедия Британника» определяет вивисекцию, как «операцию на живом животном ради эксперимента, а не лечения. Более широко — любой эксперимент на животных». Однако энциклопедия указывает, что более широкое определение обычно используется противниками опытов на животных. Сами учёные используют термин «опыты на животных».

## История

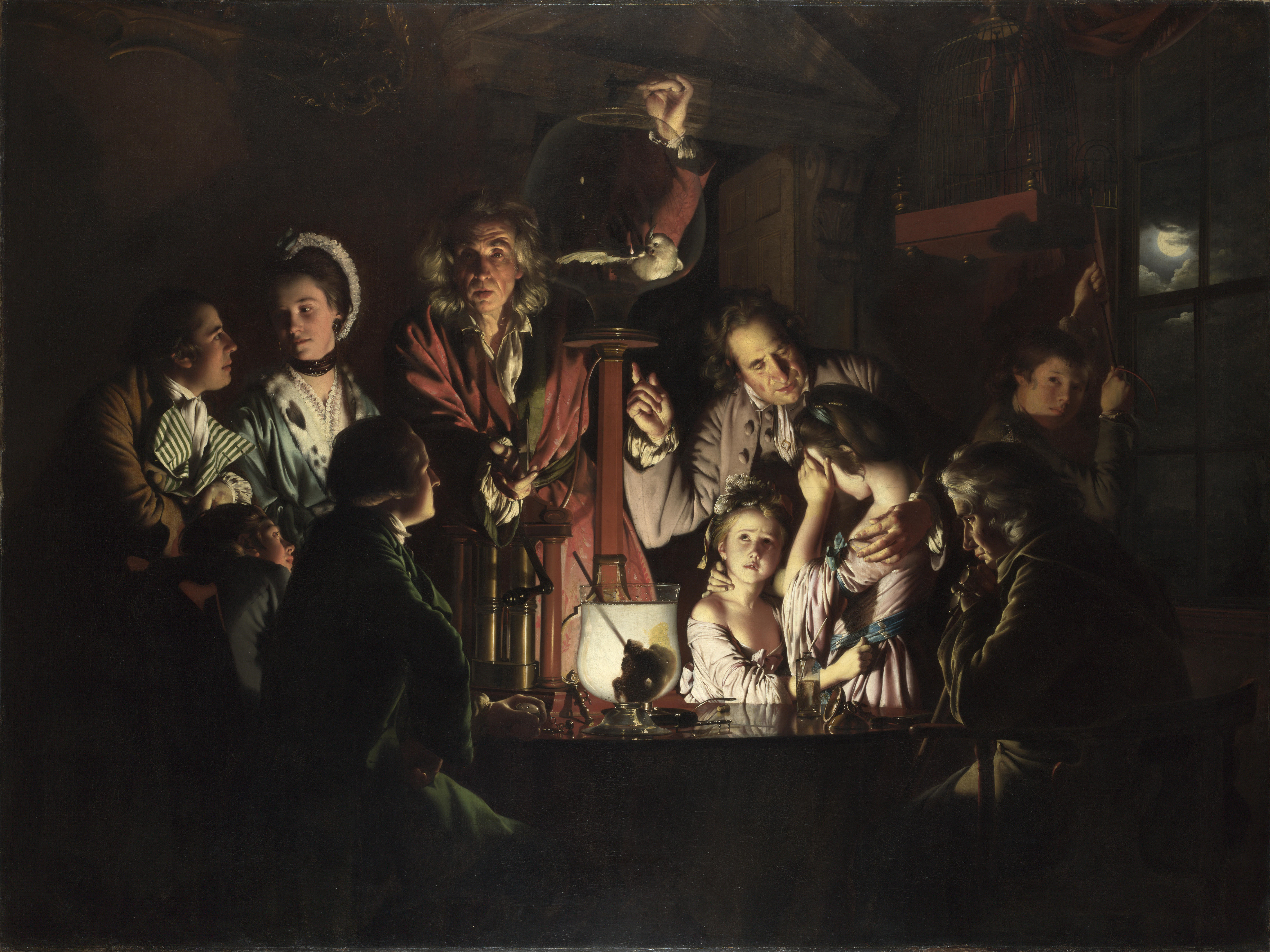
«Эксперимент с птицей в воздушном насосе». Джозеф Райт, 1768 год.

Самые ранние упоминания об опытах на животных встречаются в сочинениях древних греков IV и III века до н. э. Аристотель (384—322 до н. э.) и Эразистрат (304—258 до н. э.) одними из первых провели опыты на живых животных. Древнеримский врач второго века нашей эры Гален известный, как «отец вивисекции», практиковал вскрытия свиней и коз. Арабский врач Ибн Зухр в XII веке отрабатывал методы хирургии на животных.
Животных использовали на протяжении всей истории науки. В 1880 году Луи Пастер доказал микробную природу некоторых болезней, искусственно вызвав сибирскую язву у овцы. В 1890-м Иван Павлов использовал собак для изучения условных рефлексов. Инсулин впервые выделили из собак в 1922 году, что произвело революцию в лечении сахарного диабета. 3 ноября 1957 года собака Лайка первая из многих других животных побывала на орбите Земли. В 1970-х с использованием броненосцев были разработаны антибиотики и вакцины против лепры (проказы). В 1974-м году Рудольф Йениш создал первое генетически модифицированное млекопитающее, интегрировав ДНК из вируса SV40 в геном мыши. Ещё один прорыв в генетике был сделан 1996-м году, когда родилась овечка Долли (первое клонированное из соматической клетки млекопитающего).
В XX веке стали обязательны тесты на токсичность лекарств. В XIX веке контроль над лекарствами был менее строгим. Например, в США лекарство могло быть запрещено только после того, как нанесло вред людям. Однако после трагедии «Эликсира сульфаниламида» в 1937 году, когда этот препарат убил более 100 человек, конгресс США потребовал обязательного тестирования лекарств на животных. Другие страны выпустили схожие законы. В 1960-х после талидомидовой трагедии стало обязательным тестирование лекарств на беременных животных.

### Исторические дебаты

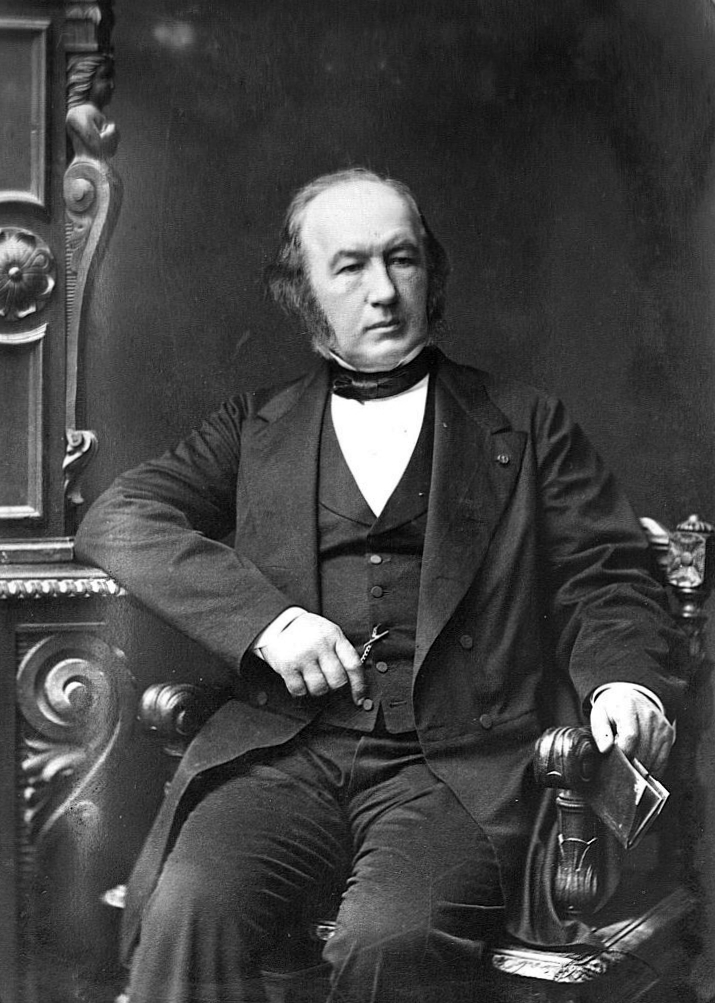
Клод Бернар, известный, как «принц вивисекции», утверждал, что эксперименты на животных необходимы для изучения токсикологии и гигиены человека.

Споры вокруг опытов на животных восходят к XVII веку. В 1655 году защитник галенической физиологии Эдмунд О’мира и другие утверждали, что боль во время экспериментов делает результаты недостоверными, так как физиология животных сильно зависит от боли. Также высказывались возражения с позиции этики — о том, что благо человека не оправдывается вредом животным.
Защитники опытов утверждали, что опыты необходимы для прогресса в медицине и биологии. Клод Бернар, известный, как «принц вивисекции» и отец физиологии (его жена Мэри Франсуа Мартин основала первое антививисекционное общество во Франции в 1883 году) писал в 1865 году: «наука о жизни — это восхитительный и сверкающий зал, попасть в который можно только через большую, грязную кухню».
Разногласия между сторонниками и противниками вивисекции привлекли внимание общественности в 1900 году, когда произошло уличное столкновение между студентами-медиками и антививисекционистами и полицией у памятника «вивисекционированной» собаке (см. «Дело о коричневой собаке»).
В 1822 году Британский парламент принял первый закон в защиту животных. А в 1876 году — первый закон об опытах на животных. Закон поддержал Чарльз Дарвин, который писал Рею Ланкестеру в марте 1871 года: «ты спрашивал о моём отношении к вивисекции. Я совершенно согласен, что она оправдана для исследований по физиологии, но не ради отвратительного и мерзкого любопытства. Эта тема пугает меня до ужаса. И я больше не скажу ни слова, иначе не смогу спать сегодня ночью».
Оппозиция к опытам на животных возникла в США в 1860-х, когда Генри Берг основал «Американское общество по предотвращению жестокости к животным» (ASPCA) и Американское общество против вивисекции (AAVS) в 1883 году. Наибольшего успеха эти организации достигли в 1966-м году, когда в США был принят закон о благополучии животных.

## Использование животных и уход за ними

### Законодательство

#### США
В США закон о благополучии животных и «Руководство по содержанию и использованию лабораторных животных» Национальной академии наук указывают, что над животными возможны любые эксперименты, если доказана их научная необходимость. Учёные обязаны консультироваться с экспертами «Комитетов по содержанию и использованию животных» (IACUC), которые созданы при всех финансируемых из бюджета научно-исследовательских центрах. Эксперты IACUC контролируют опыты на всех позвоночных (использование беспозвоночных почти никак не контролируется); проверяют, что были рассмотрены возможные альтернативы без животных; что эксперимент обладает научной ценностью и не дублируется с другими исследованиями; что животному будут даваться обезболивающие (если это не будет мешать эксперименту) Опубликованное в журнале Science 27 июля 2001 года трёхлетнее исследование при финансовой поддержке Национального научного фонда (National Science Foundation) указало на низкую эффективность работы IACUC.

#### Россия
В России законодательное регулирование опытов на животных в настоящее время отсутствует. Опыты на животных регулируются приказом министерства здравоохранения СССР № 755 от 12 августа 1977 «О мерах по дальнейшему совершенствованию организационных форм работы с использованием экспериментальных животных».

### Статистика

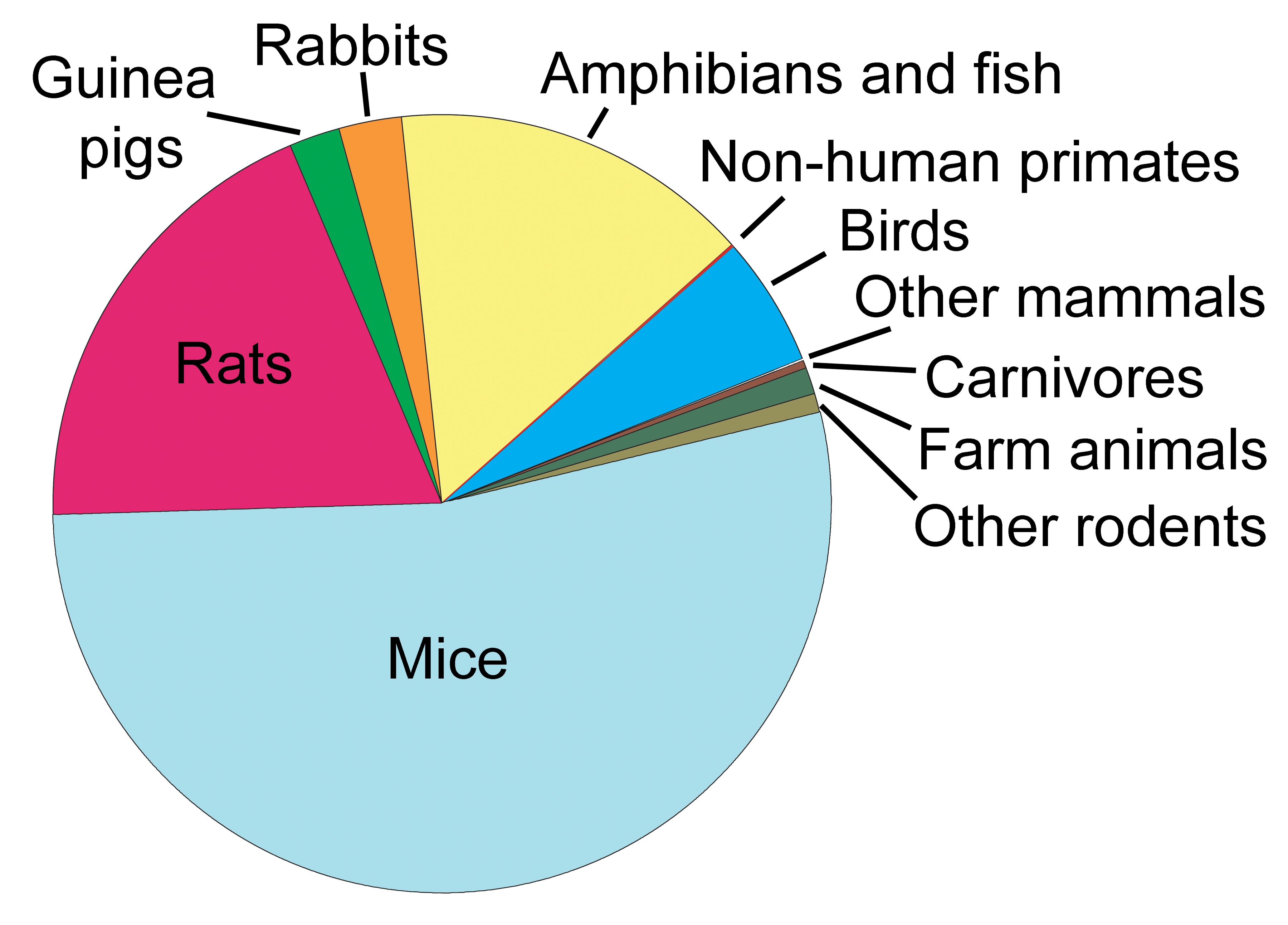
Количество позвоночных, использованных в опытах в Европе в 2005 году — всего более 12 млн животных.

По данным «Британского союза за отмену вивисекции» (BUAV) и Nuffield Council on Bioethics, по всему миру ежегодно используется до 100 млн лабораторных животных (из которых ок. 12 млн в Евросоюзе). Однако эти цифры не учитывают беспозвоночных (например, широко используемых плодовых мушек), новорождённых (большинство лабораторий их не считает) и помеченных, как «избыточные», животных.
По данным Департамента сельского хозяйства США, в 2005 году в Америке было использовано почти 1,2 млн животных(без учёта крыс и мышей, которые составляют до 90 % лабораторных животных). В 1995 году Tufts University Center for Animals and Public Policy опубликовали данные о 14-21 млн лабораторных животных, использованных в США в 1992 году (когда в 1970-м лабораторных животных было около 50 млн). В 1986 году Управление по оценке технологий конгресса США сообщило, что в лабораторных опытах в США используется до 100 млн животных каждый год.
В Великобритании министерство внутренних дел сообщило, что в 2007 году было выполнено около 3,2 миллиона процедур на примерно таком же количестве лабораторных животных (самый высокий показатель с 1992 года, на 189 500 больше, чем в предыдущем году). Четыре тысячи процедур на человекообразных обезьянах (на 260 меньше, чем в 2006-м). Большинство животных используется в единственном опыте (может длиться несколько минут, месяцев или лет), после которого подвергается эвтаназии (или умирает в процессе эксперимента).
Несмотря на то, что в Европе запрещено тестирование косметических продуктов на животных, животные по-прежнему используются в опытах при производстве препаратов типа ботокс, применяющихся в косметической индустрии, но классифицируемых как лекарственные средства. За период c 2005 по 2008 год количество лабораторных мышей, используемых в испытаниях таких препаратов возросло в Европе более чем в два раза и составляет 87 000. 50 % мышей при этом погибает от смертельной дозы препарата.

### Виды животных

#### Беспозвоночные

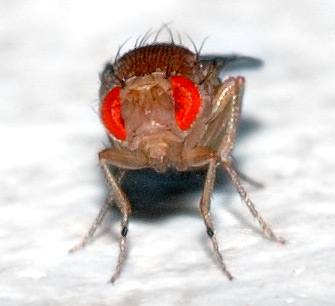
Дрозофилы (Drosophila melanogaster) широко используются в опытах

Несмотря на то, что беспозвоночных в экспериментах используется гораздо больше, чем позвоночных, их использование в большинстве случаев никак не контролируется. Чаще всего используют дрозофил (Drosophila melanogaster) и круглых червей (Caenorhabditis elegans). Тела червей содержат все известные виды тканей. На плодовых мушках проверяется огромное количество генетических инструментов.
Беспозвоночные обладают преимуществом по сравнению с позвоночными из-за короткого жизненного цикла и лёгкости в разведении (в одной комнате можно изучать тысячи мух или червей). Однако слабо развитая иммунная система и простота органов не позволяет использовать их для разработки вакцин, поэтому мухи чаще всего не пригодны для прикладных медицинских исследований, так как их иммунная система сильно отличается от человеческой. Заболевания позвоночных и беспозвоночных также сильно различаются.

#### Позвоночные

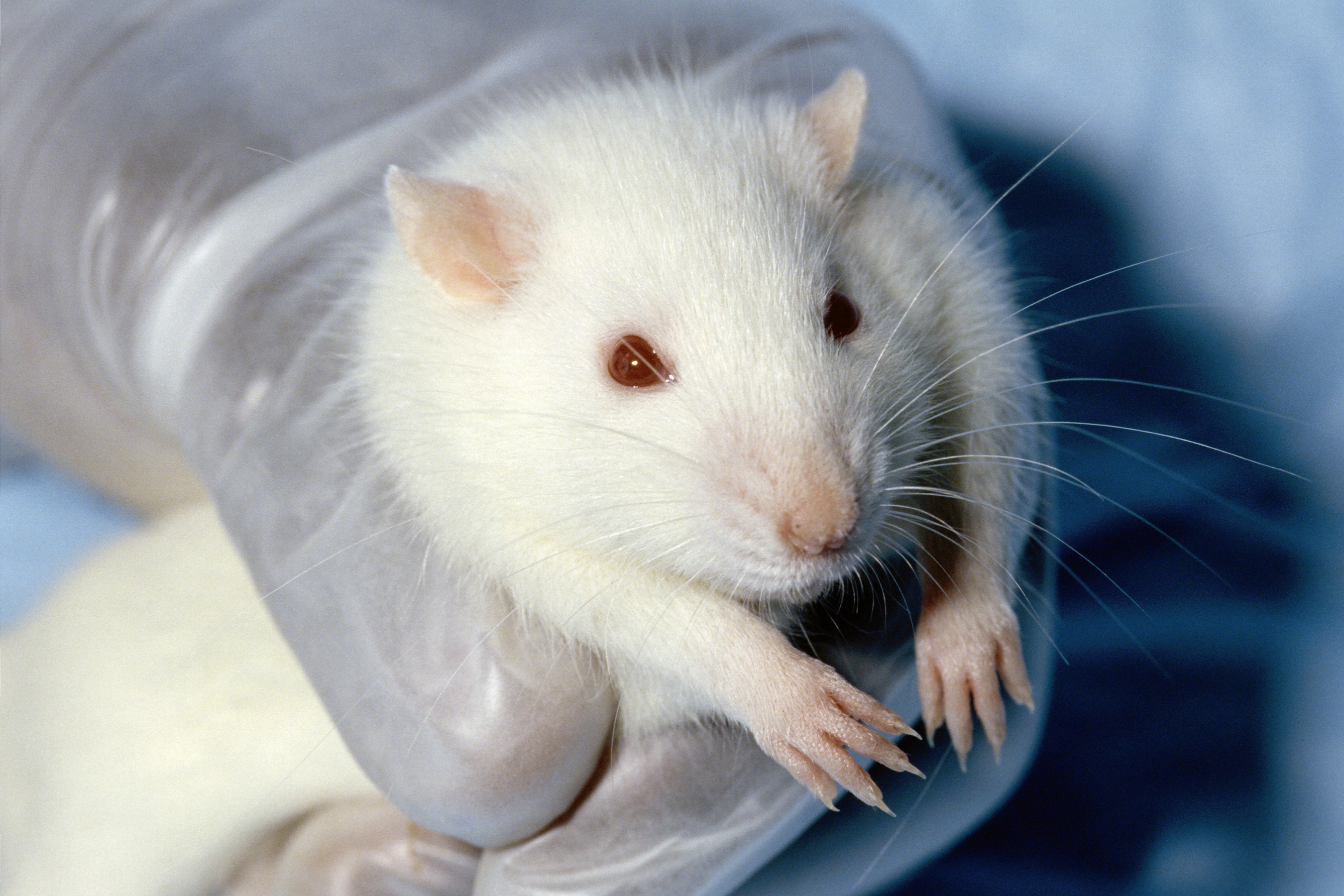
Лабораторная крыса линии «Вистар»

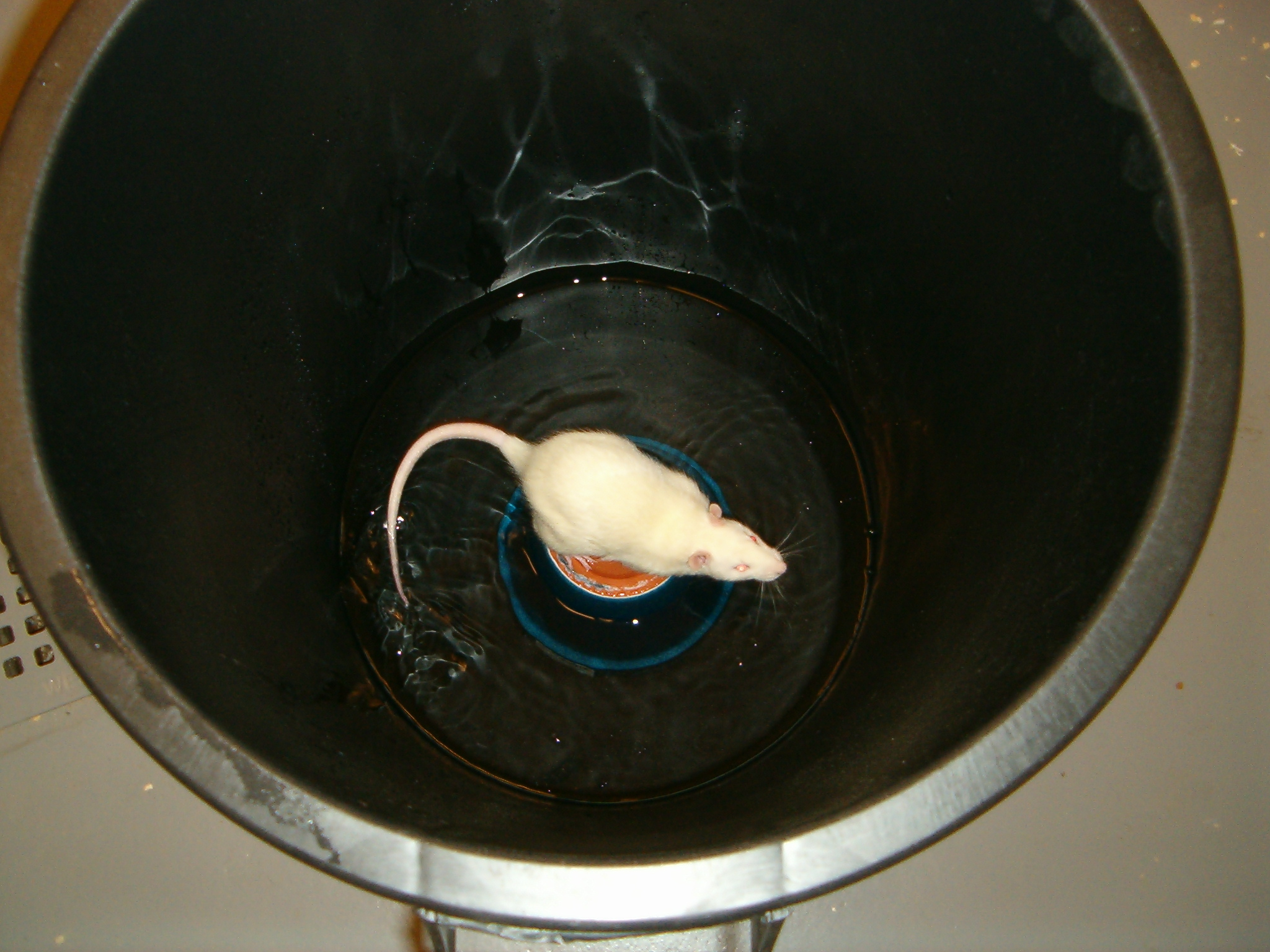
Крыса, используемая в эксперименте по изучению фазы быстрого сна (БДГ, REM). Посажена на маленькую платформу, окружённую водой. Каждый раз когда крыса засыпает, она падает в воду, просыпается и возвращается на место.

В США каждый год используют 20 миллионов мышей и крыс, а также морских свинок, хомяков, песчанок. Мышей используют чаще остальных из-за их небольшого размера, низкой стоимости, лёгкости содержания и высокой скорости размножения. Они широко применяются для изучения наследственных заболеваний человека, так как 99 % генов мышей схожи с человеческими. С развитием технологий генной инженерии генетически модифицированные мыши могут быть созданы на заказ для изучения широкого спектра человеческих заболеваний. Крыс часто используют в психологических исследованиях, тестах на токсичность и в изучении раковых заболеваний.
В 2004 году в Великобритании использовали около 200 000 рыб и 20 000 земноводных. Чаще остальных используют рыбу данио-рерио и гладкую шпорцевую лягушку (Xenopus laevis).
В 2004 году в Великобритании при опытах использовали более 20 000 кроликов. Кроликов-альбиносов используют в опытах на раздражение слизистой глаза. Глаза кроликов по сравнению с другими животными выделяют меньше слёз, что позволяет в совокупности с отсутствием глазного пигмента у альбиносов легче увидеть эффект опыта. Кроликов также используют для производства поликлональных антител.

##### Кошки и собаки
Кошек чаще всего используют в неврологических исследованиях. В 2000 году в США использовали более 25 000 кошек. Около половины — в экспериментах, которые Американское общество против вивисекции классифицирует, как вызывающие «боль и страдания».
Собак широко используют в различных исследованиях, а также для обучения студентов. Обычно опыты ставят на гончих, так как они обладают уравновешенной психикой, и с ними легко обращаться. Собаки широко вовлечены в исследование человеческих заболеваний в области кардиологии, эндокринологии, костей и суставов, которые, как правило, высокоболезненны.
Отчёт Департамента сельского хозяйства США за 2005 год показывает, что в подконтрольных ему учреждениях использовали 66 000 собак. Большинство лабораторных собак США специально разводят, однако часть приобретают через специализированных поставщиков, получивших лицензию Департамента сельского хозяйства. Те, в свою очередь, приобретают животных на аукционах, в приютах, через газетные объявления. Некоторых из поставщиков уличали в краже домашних животных и последующей продаже в лаборатории.

##### Обезьяны
Человекообразных обезьян часто используют в токсикологических тестах, для изучения СПИДа и гепатита, ксенотрансплантации, процессов размножения, неврологических, психологических, генетических исследованиях. В 2001 году была выращена первая генетически модифицированная (трансгенная) обезьяна. Трансгенные технологии используются для поиска способов лечения наследственных заболеваний, например, болезни Хантингтона. Обезьян также использовали для разработки вакцины против полиомиелита и методов глубокой стимуляции мозга.
Обезьян обычно ловят в дикой среде либо специально разводят. В США и Китае большинство обезьян разводят. В Европе обычно используют импортированных обезьян. Ежегодно в США импортируется от 12 000 до 15 000 обезьян. В общей сложности каждый год в США и Евросоюзе используется около 70 000 обезьян. Большинство из них: макаки, мартышки, паукообразные обезьяны, беличьи обезьяны, павианы и шимпанзе в США.
В 2008 году предложение о запрете всех опытов на обезьянах в Евросоюзе вызвало бурные дебаты.

### Поставщики

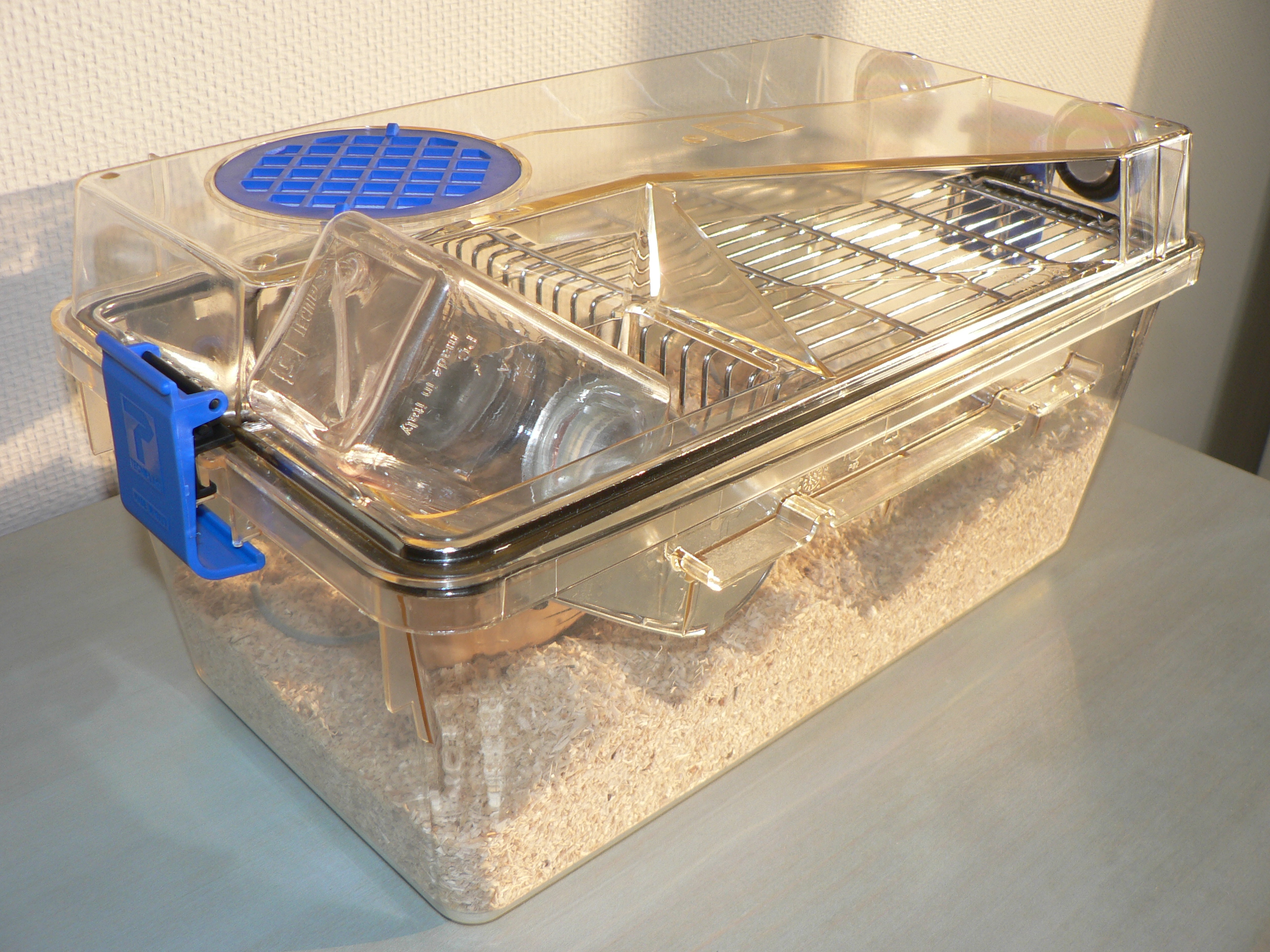
Клетка для лабораторных мышей. Лаборатории либо покупают их, либо разводят самостоятельно.

Большинство беспозвоночных самостоятельно разводится лабораториями, а позвоночных обычно покупают через специализированных поставщиков. Те, в свою очередь, ловят животных в дикой среде, покупают на аукционах, в приютах, через газетные объявления. Некоторые приюты для бездомных животных напрямую снабжают лаборатории.

#### США
В США так называемые поставщики класса А, получившие лицензию Департамента сельского хозяйства (USDA), продают лабораториям специально разведённых животных. Поставщики класса Б — купленных на аукционах, в приютах, через газетные объявления.
Некоторых поставщиков класса Б уличали в похищении животных. Например, в 1966 году после принятия в США закона о благополучии животных сенатский комитет отчитался об обнаруженных в лабораториях института Майо, университета Пенсильвании, Стэнфордском университете, Гарварде, Йельской медицинской школе похищенных животных, что привлекло большое внимание общественности. В 2003 году Департамент сельского хозяйства во время проверки поставщиков класса Б Арканзаса обнаружил по крайней мере 12 похищенных домашних животных.
США разрешают использовать в опытах пойманных в дикой среде обезьян. С 1995 по 1999 годы в США было импортировано 1580 павианов. Более половины из которых — корпорациями Covance (крупнейший импортёр обезьян в США) и Charles River Laboratories.

#### Евросоюз
В Евросоюзе разрешённые источники лабораторных животных устанавливает Консульская директива 86/609/EEC, где указано, что лабораторных животных можно разводить либо импортировать законным образом. Пойманные в дикой среде обезьяны также могут импортироваться, но только если будет доказана крайняя важность исследования.

### Боль и страдания

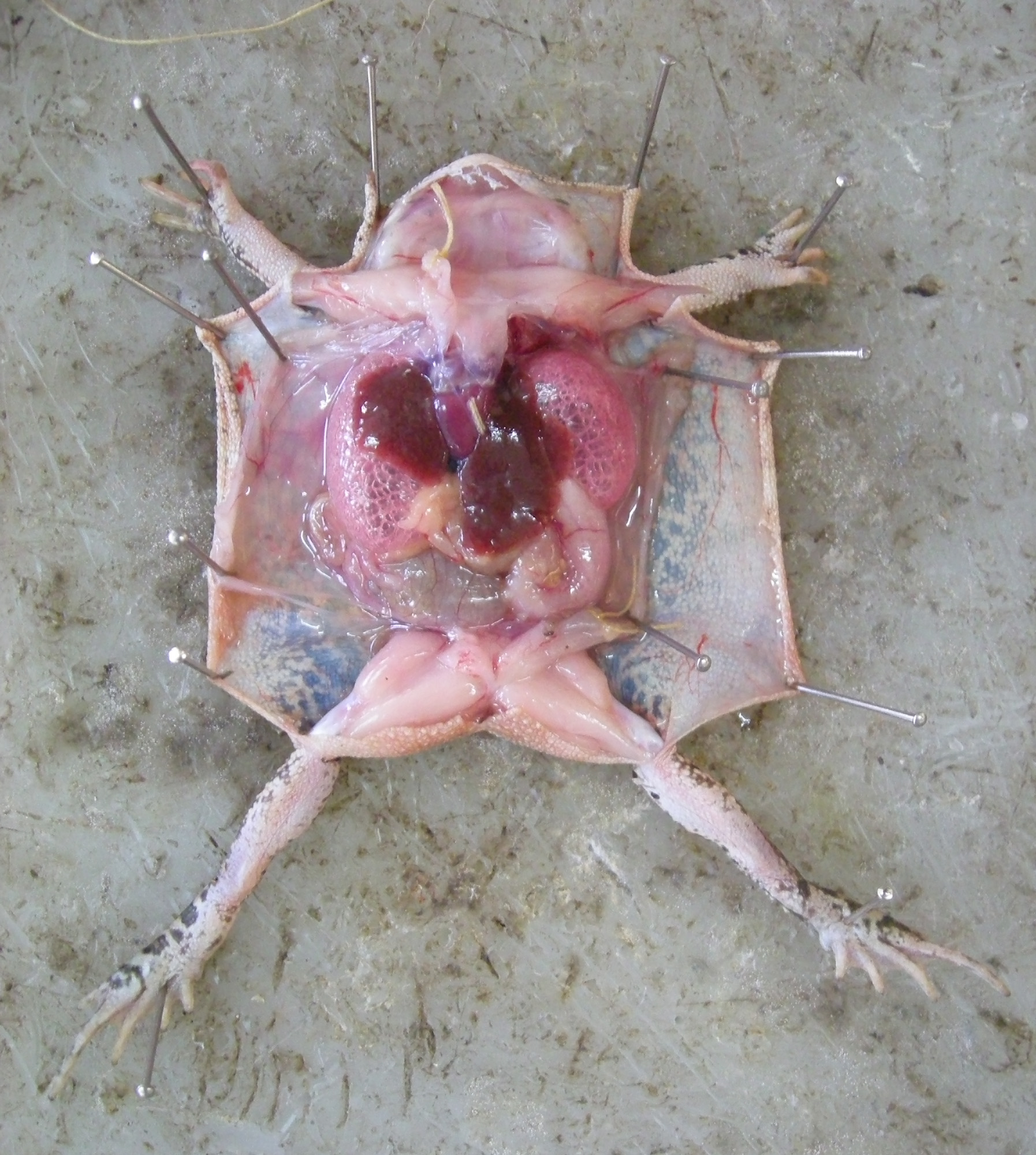
Животных подвергают вскрытию ради учебных целей. Эту лягушку-землекопа анестезировали хлороформом перед вскрытием.

По данным Департамента сельского хозяйства США, в 2006 году около 670 000 животных (57 %, без учёта крыс, мышей, птиц и беспозвоночных) использовались в опытах, не причиняющих более, чем мгновенную боль. Около 420 000 животных (36 %) — в опытах, вызывающих боль, но с применением обезболивающих. 84 000 животных (7 %) — в опытах, вызывающих боль, но без обезболивающих.
В декабре 2001 в Великобритании было выдано 1296 лицензий (39 %) на опыты, вызывающие «лёгкую» боль. 1811 (55 %) — «умеренную» боль. 63 (2 %) — «существенную» боль. 139 животных (4 %) были подвергнуты анестезии и убиты сразу после эксперимента без возвращения в сознание. Кроме того, критиковалась сама система подобного учёта.
Идея о том, что животные не испытывают боли, относится к концепции французского философа Рене Декарта XVII века. Он утверждал, что животные лишены сознания и не испытывают страданий. Философ Бернард Роллин из Университета штата Колорадо, главный автор двух федеральных законов США, регулирующих вопросы обезболивания в опытах на животных, пишет, что до 1980-х исследователи оставались не уверены в том, испытывают ли боль животные. Ветеринарам США до 1989 года предписывалось просто игнорировать болевые ощущения подопытного животного. Во время общения с учёными и ветеринарами того времени Роллина часто просили «научно доказать», что животные обладают сознанием и способны чувствовать боль. Сегодня большинство людей убеждены, что животные чувствуют боль. Подобная способность у беспозвоночных (например, насекомых) до сих пор остаётся неясной.
В «Руководстве по содержанию и использованию лабораторных животных» Национальной академии наук США указано, что «способность испытывать боль широко распространена в царстве животных… боль — это стресс-фактор и если не контролируется, может вызывать у животных недопустимые физические страдания». Руководство указывает, что умение распознавать симптомы боли у разных видов чрезвычайно важно для эффективного применения обезболивающих и для эффективности исследований.

### Эвтаназия
Часто животные подвергаются эвтаназии («усыпляются») в конце исследования, например, из-за необходимости дальнейшего вскрытия либо если в процессе эксперимента страдания животных достигли недопустимого уровня (сильная депрессия, неизлечимая инфекция, неспособности есть дольше пяти дней) или когда они не подходят для дальнейшего разведения или по другим причинам.
Методы эвтаназии лабораторных животных должны вызывать быструю потерю сознания и безболезненную смерть. Животное могут заставить вдыхать газ (например, угарный или углекислый) с помощью газовой камеры или лицевой маски, предварительно дав успокоительное (например, барбитураты) или подвергнув анестезии (вдыханием анестетика). Рыб и амфибий могут погрузить в воду, содержащую анестетик Tricaine.
Также используются физические методы (с применением успокоительных, анестезирующих препаратов или без оных).
Против мелких грызунов и кроликов применяют обезглавливание; против птиц, мышей, молодых мышей и кроликов — цервикальную дислокацию (перелом позвоночника); против цыплят в возрасте одного дня — разрубание на мелкие кусочки (мацерацию).
Сильное микроволновое облучение тканей мозга вызывает смерть менее, чем за одну секунду (обычно применяется против грызунов). Пневматический пистолет с выдвигающимся ударным стержнем (смерть от контузии мозга) — против собак, жвачных животных, лошадей, свиней и кроликов. В случаях, когда пневматический пистолет невозможно использовать, может применяться огнестрельное оружие.
Электрошок применяется против крупного рогатого скота, овец, свиней, лис, норок (с предварительным оглушением для потери сознания). Также применяется медленная или быстрая заморозка или провоцирование газовой эмболии (после того, как животные введены в бессознательное состояние).

## Разновидности опытов

### Фундаментальные исследования
Заключаются в исследовании функционирования, поведения и развития организма. В фундаментальных исследованиях используется больше животных, чем в прикладных; большую часть животных составляют плодовые мушки, нематоды, крысы, мыши.
Примеры таких исследований:
1. Изучение онтогенеза и биологии развития. Создаются мутанты путём внедрения транспозонов в геномы либо генетическим выцеливанием (gene targeting). По изменениям, происходящим в результате, учёные стремятся понять, как организм развивается в норме и что может быть нарушено в этом процессе.
2. Поведенческие опыты — для понятия, как организмы взаимодействуют друг с другом и окружающей средой. В изучениях функций мозга (таких, как память и социальное поведение) часто применяют крыс и птиц.
3. Опыты по размножению для изучения генетики и эволюции. Крысы, мухи, рыбы, черви подвергаются инбридингу на протяжении множества поколений для получения пород с определёнными свойствами.

### Прикладные исследования
Направлены на решение специфических и практических проблем. В отличие от чистых исследований, прикладные чаще проводятся в фармацевтической отрасли или университетах коммерческих товариществ. Исследования могут включать применение животных для изучения болезней; это может быть ранним этапом в разработке лекарств. Примеры:
1. Генетическая модификация животных для имитации определённых случаев типа наследственного заболевания, например — болезни Хантингтона. В иных случаях имитируются сложные, многофакторные заболевания с генетическими компонентами (диабет, рак). Такое моделирование позволяет понять процесс и причины развития болезней, а также разрабатывать и испытывать новые лекарства.
Большей частью используются различные мыши, так как генетические модификации наиболее эффективно действуют на них. Меньше применяют крыс, свиней, овец, птиц, рыб, амфибий.
2. Изучение естественно возникающих заболеваний и условий. Определённые животные имеют естественную склонность/предрасположенность к некоторым тем же условиям, что и человек: кошки применяются для развития вакцин от вируса иммунодефицита и изучения лейкемии; некоторые породы собак могут страдать от нарколепсии; броненосцы могут болеть лепрой, и, так как бактерии, вызывающие это заболевание, пока не могут быть выращены искусственно, броненосцы являются их источником для получения вакцины.
3. Изучение животных с вызванными расстройствами. У животного вызывается заболевание с симптомами и патологией, соответствующей человеческому. Среди подобного — прекращение тока крови в мозг для провокации инсульта, ввод нейротоксинов для вызова повреждений, сходных с оными при болезни Паркинсона. Такие изучения трудно толковать, и утверждается, что они мало связаны с болезнями человека[107].

#### Ксенотрансплантация
Включает в себя трансплантацию тканей, органов от одного вида к другому, чтобы преодолеть нехватку человеческих органов для трансплантации. Текущие исследования занимаются трансплантацией органов генетически модифицированных свиней приматам для уменьшения ими иммунного отторжения свиных тканей.
Британский Хоум-офис опубликовал цифры в 1999 г., показавшие применение 270 обезьян в ксенотрансплантационных опытах предыдущие 4 года в Великобритании. В 2003 г. газете The Observer досталась утечка документов из Huntingdon Life Sciences о том, что в 1994—2000 гг. дикие бабуины были импортированы в Великобританию из Африки для экспериментов типа пересадки свиных почек и сердец на шеи, животы и груди бабуинов; некоторые бабуины умерли, страдая от рвоты, инсультов, диареи и паралича, другие умерли на пути в Соединённое Королевство. Опыты проведены Imutran Ltd — дочерним обществом корпорации Novartis Pharma AG в сотрудничестве с Университетом Кембриджа и Huntingdon Life Sciences. Представитель Novartis сообщил репортёрам, что разработка новых лекарств неизбежно означает опыты на живых животных. Пресса написала, что эти исследователи умышленно недооценили страдания животных, чтобы получить лицензию. В докладе Imutran: «Хоум-офис попытается добиться определения почек-трансплантантов как „умеренных“, гарантируя получение обществом Imutran лицензии и игнорируя „суровую“ сущность этих программ».

### Токсикологические опыты (опыты на безопасность)
Проводятся фармацевтическими компаниями, тестирующими медикаменты, или контрактными заведениями по опытам на животных, такими как Huntingdon Life Sciences. В соответствии с данными ЕС 2005 года, ежегодно в Европе в таких опытах используется примерно миллион животных. Согласно Nature, каждое вещество испытывают на 5000 животных, а пестициды — на 12000. Опыты проводятся без анестезии, так как взаимодействие препаратов может повлиять на обезвреживание животными веществ, следовательно — на результаты.
На животных тестируют конечные продукты, такие как лекарственные средства, пищевые добавки, пестициды, упаковочные материалы, освежители воздуха. В большинстве опытов тестируют ингредиенты продукта.
Пути введения во время экспериментов могут быть различны: вещества наносят на кожу или глаза, вводят внутривенно, подкожно или внутримышечно; ингалируют с помощью маски или целого помещения; вводят в желудок зондом или с пищей. Исследуемые препараты могут давать как однократно, так и множество раз, вплоть до приёма в течение всей жизни животного.
Типов тестов острой токсичности несколько. Определение ЛД50 — оценка токсичности путём определения дозы, способной убить 50 % популяции животных. Этот тест в 2002 г. был заменён в международных принципах ОЭСР тестами типа процедуры с фиксированной дозой, которая требует меньше животных и вызывает меньше страданий. Согласно Nature, определение ЛД50 в 2005 г. составляло треть тестов токсичности мира. Раздражение вещества измеряется тестом Дрейза: нанесением на кожу или глаза животного, обычно белого кролика; предписанный протокол включает наблюдение эффектов вещества в интервалы времени, измерение раздражения и повреждений, причём опыт должен быть остановлен с последующим убийством животного, если оно показывает продолжающиеся признаки жестокой боли или расстройства. Гуманное общество Соединённых штатов пишет, что этот опыт может вызвать покраснение, изъязвление, кровоподтёки и слепоту. Хотя нет его альтернативы in vitro, есть изменённый тест Дрейза — глазной тест малого объёма, вызывающий меньше страданий и дающий более точные результаты; он ещё не заменил оригинальный тест.
Медикаменты и пищевые изделия тестируют особенно тщательно. Некоторые число тестов проводится за менее, чем месяц (называются «острые»), от 1 до 3 месяцев (подхронические) или более (хронические) для определения общей токсичности (повреждений органов), раздражения кожи и глаз, мутагенности, канцерогенности, тератогенности, воздействия на функции размножения. Стоимость полного проведения (до 3—4 лет) опытов может составлять несколько миллионов долларов за вещество.
Согласно заключению Национальной академии наук США эти тесты предоставляют «важнейшую информацию для оценки потенциала опасности и риска». Однако, есть и другие мнения: так, корреспондент журнала Nature Алиссон Аббот, считает, что большинство опытов на животных недо- или переоценивает риск либо не отражает удовлетворительно токсичность для человека. Эта переменчивость происходит из-за применения высоких доз веществ на малых количествах животных, чтобы пробовать предсказать эффекты воздействий малых доз на большое число людей. По поводу того, как использовать данные, полученные для одного вида, чтобы предсказывать риск для другого, мнения разделяются.

#### Испытание косметики

В Европе помеченные таким значком продукты не тестировались на животных.

Эти опыты в США включают проверку общей токсичности, раздражения кожи и глаз, мутагенности и светотоксичности. Они запрещены в Нидерландах, Бельгии и Великобритании; в 2002-м ЕС собрался постепенно вводить почти полный запрет продажи косметики, опробованной на животных, в ЕС с 2009 и на связанные с этим опыты. Франция, дом крупнейшей косметической компании — L’Oreal, подала дело в Суд Европейских сообществ на отмену запрета. Европейская федерация косметических ингредиентов, представленная 70 компаниями в Швейцарии, Бельгии, Франции, Германии и Италии, тоже выступила против него.

### Веганская косметика
По всему миру открывается множество косметических брендов, не использующих тестирование на животных, а прибегающих к альтернативным методам. Веганской можно назвать косметику, которую не тестируют на животных и в составе которой нет продуктов животного происхождения. Покупатели ценят её за натуральность, экологичность, естественность и, конечно же, отказ от тестирования средств на животных.

### Тестированиемедикаментов
До XX века законы, регулирующие медикаменты, были слабы. Ныне все препараты проходят строгие испытания на животных перед лицензированием на использование человеком:
- метаболические опыты: усвоение, выведение медикаментов при приёмах орально, внутривенно, внутримышечно, внутрибрюшинно, трансдермально.
- токсикологические опыты: измеряют острую, хроническую, подострую токсичности. Острая выявляется увеличением дозы до появления видимых признаков токсичности. Нынешнее европейское законодательство требует проведения тестов острой токсичности на минимум 2 видах млекопитающих, принадлежащих к разным отрядам, при хотя бы 2 способах введения медикамента. Подострая токсичность выявляется подачей медикамента в течение 4-6 недель в дозах, неспособных вызвать быстрое отравление, чтобы выяснить, образуются ли токсические метаболиты медикамента с течением времени. Тесты хронической токсичности могут длиться до 2 лет и, в ЕС, должны проводиться на двух видах млекопитающих, один из которых не грызун.
- изучение эффективности: работает ли медикамент, если вызвана соответствующая болезнь животного. Медикамент вводится методом двойного слепого контролируемого исследования, что позволяет определить его действие и кривую ответа на дозу.
- законом могут требоваться опыты по функциям размножения, эмбрионной токсичности, канцерогенному потенциалу в зависимости от результатов других исследований и типов медикаментов.

### Учебный процесс, оборонные исследования
Опыты на животных часто проводятся в учебных заведениях и в рамках оборонных исследований для испытания нового оружия, вакцин, методов военной полевой хирургии, защитной одежды. В 2008 году американское Агентство по перспективным оборонным научно-исследовательским разработкам (DARPA) использовало живых свиней для изучения последствий взрыва самодельных бомб.
Во многих странах предпринимаются попытки найти альтернативы использованию животных в образовательном процессе. Хорст Шпильман, директор центрального офиса по сбору и оценке альтернатив по опытам на животных (Central Office for Collecting and Assessing Alternatives to Animal Experimentation), во время интервью каналу ARD в 2005 году: «во многих странах чтобы стать доктором, ветеринаром или биологом уже не нужно проводить опыты на животных».

## Этика

### Введение

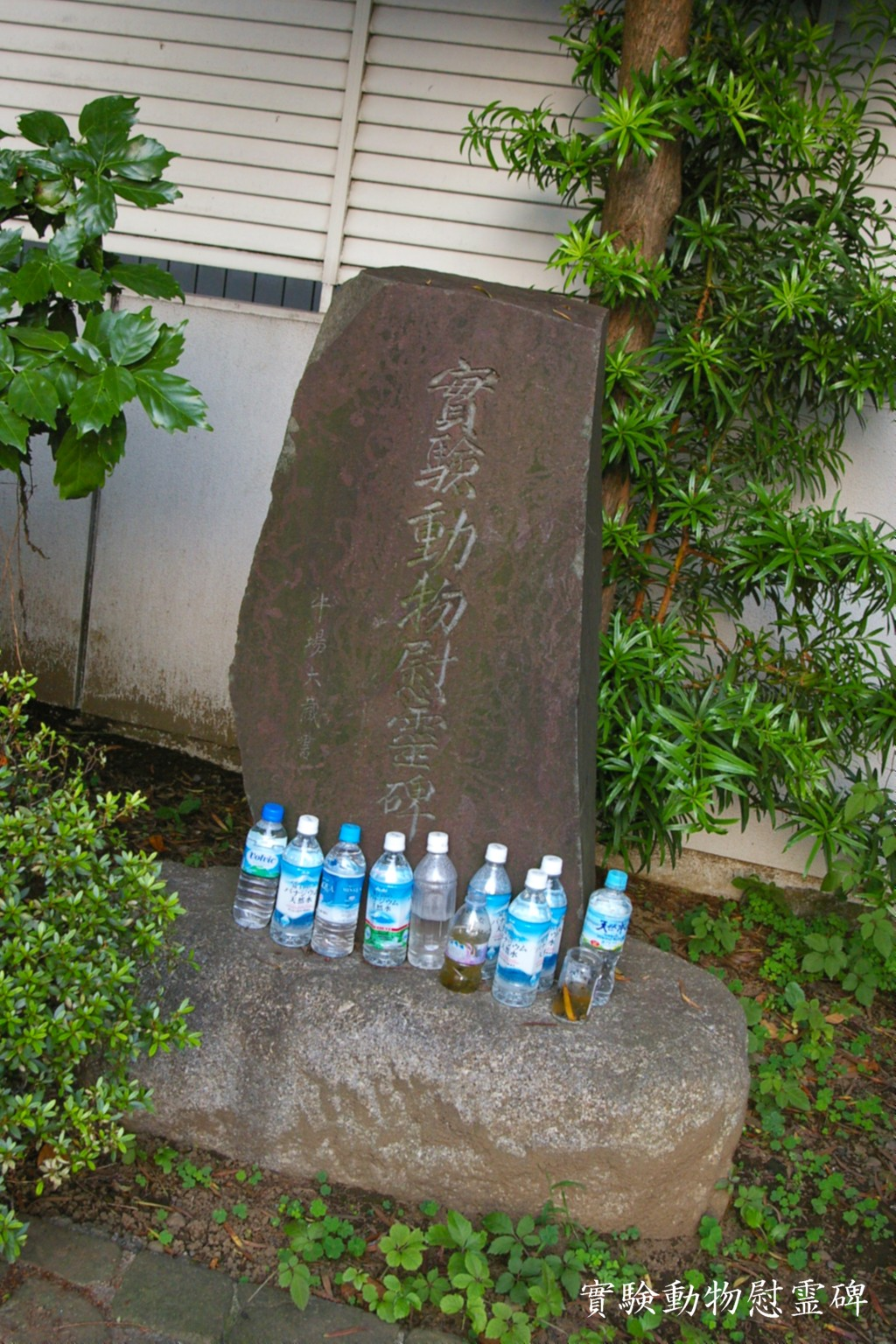
Монумент в память животных, использованных в опытах в Университете Кэйо

Этичность опытов на животных является предметом многочисленных дебатов. Доминирующей точкой зрения сегодня является необходимость опытов ради прогресса в науке при условии, что страдания животных были минимизированы (как и вообще количество лабораторных животных).
Противник опытов философ Том Риган считает, что животные являются «субъектами жизни», обладают моральными правами, а их жизнь бесценна. Однако Риган утверждает, что с позиции этики есть разница между убийством людей и животных. Поэтому, по его мнению, ради сохранения жизни людей, допустимо убивать животных. Философ Бернард Роллин утверждает, что люди не обладают правами на животных и поэтому недопустимо использовать последних в собственных целях, не приносящих пользу самим животным. Философ Питер Сингер, основываясь на концепции утилитаризма, не видит обоснования причинению страданий животным ради пользы человека. Правительства Нидерландов и Новой Зеландии запретили использование обезьян в опытах, причиняющих страдания. Ряд медицинских школ Китая, Японии и Южной Кореи воздвигают надгробные памятники (кенотафы) в память об убитых животных. В Японии ежегодно проводят панихиды по убитым в медицинских учреждениях животным.

### Скандалы

#### Институт поведенческих исследований в Силвер-Спринге
Один из наиболее известных инцидентов с опытами на животных в США произошёл в городе Силвер-Спринг, Мэриленд. Летом 1981 года активист движения за права животных Алекс Пачеко, один из основателей организации PETA, устроился на работу в лабораторию Института изучения поведения (Institute of Behavioral Research). Учёный лаборатории Эдвард Тауб удалял обезьянам спинальный ганглий[уточнить], с помощью которого команды из мозга доходят к пальцам, ладоням, рукам и ногам (ради изучения нейропластичности и поиска новых методов лечения инсульта). И затем с помощью электрошока заставлял их использовать те части тела, которые они не могли чувствовать.
Пачеко сделал фотографии обезьян, условия жизни которых журнал «Лабораторные исследования на животных» (Laboratory Animal Research’s ILAR Journal) назвал отвратительными. Пачеко пригласил ветеринаров, зоопсихологов и полицию. Тауб был арестован и обвинён в жестоком обращении с животными (первый случай предъявления подобного обвинения учёному в США). Впрочем, в дальнейшем суд штата Мэриленд постановил, что законодательство штата о запрете жестокого обращения с животными не распространяется на лаборатории, финансируемые из федерального бюджета. Обвинения были сняты. Однако конгресс США несколько расширил действие закона о благополучии животных.

#### Пенсильванский университет
В мае 1984 года активисты «Фронта освобождения животных» тайно проникли в лабораторию по изучению травм головы Пенсильванского университета, где исследователь Томас Дженнарелли вызывал травмы головного мозга у обезьян, закрепляя их головы в специальном шлеме и нанося удары гидравлическим молотом.
Активисты ФОЖ выкрали 60 часов аудио- и видеозаписей, на которых исследователи грубо обращались с животными, а некоторые из обезьян находились в сознании, когда им наносили травмы. ФОЖ выпустил документальный фильм «Ненужная шумиха» (Unnecessary Fuss), который был показан представителям конгресса и правительства.
Защитники животных провели четырёхдневный сидячий пикет перед зданием Национального института здоровья (National Institutes of Health). Петиция пикета была подписана шестьюдесятью конгрессменами. В результате секретарь Национального института здоровья Маргарет Хеклер приостановила финансирование исследований Дженнарелли. Департамент сельского хозяйства США также нашёл 74 нарушения и взыскал штраф с университета. Через несколько месяцев президент Рейган утвердил поправки к закону о благополучии животных 1985 года, потребовавшие улучшения условий содержания лабораторных животных.

#### Калифорнийский университет в Риверсайде
В 1985 году в США произошёл ещё один скандал, вызвавший широкие дебаты об опытах на животных, а также ряд поправок к закону о благополучии животных. В этом году в Калифорнийском университете города Риверсайд (University of California, Riverside) родилась макака Бричес. После рождения её сразу же удалили от матери, веки хирургически заштопали, а к голове прикрепили звуковой сенсор (в рамках эксперимента по изучению слепоты у людей). По наводке одного из студентов активисты Фронта освобождения животных тайно проникли в лабораторию 20 апреля 1985 года. Они забрали Бритчес и 446 других животных и нанесли ущерб оборудованию на 700 000 долларов. Представитель университета заявил, что обвинения в плохом обращении с животными не соответствуют действительности, и что акция ФОЖ нанесла большой урон исследованиям. Национальный институт здоровья провёл восьмимесячное расследование и не нашёл никаких нарушений в лабораториях университета.

#### Huntingdon Life Sciences
В 1997 году активисты PETA провели тайную видеосъёмку в крупнейшей европейской лаборатории опытов на животных Huntingdon Life Sciences (HLS) в Великобритании. На видео лаборанты били щенков, кричали на них, имитировали половой акт во время взятия крови на анализ. HLS заявила, что данные лаборанты были уволены. Двое из них были оштрафованы за жестокое обращение с собаками на 250 фунтов стерлингов (первое подобное обвинение в Великобритании против лаборантов). Показ видео на британском телеканале Channel 4 дал начало международной кампании SHAC (Stop Huntingdon Animal Cruelty) за закрытие HLS. В дальнейшем некоторые активисты SHAC подвергались критике за ряд акций. В январе 2009 года несколько активистов SHAC получили тюремные сроки за шантаж связанных с HLS компаний.

#### Рослинский институт

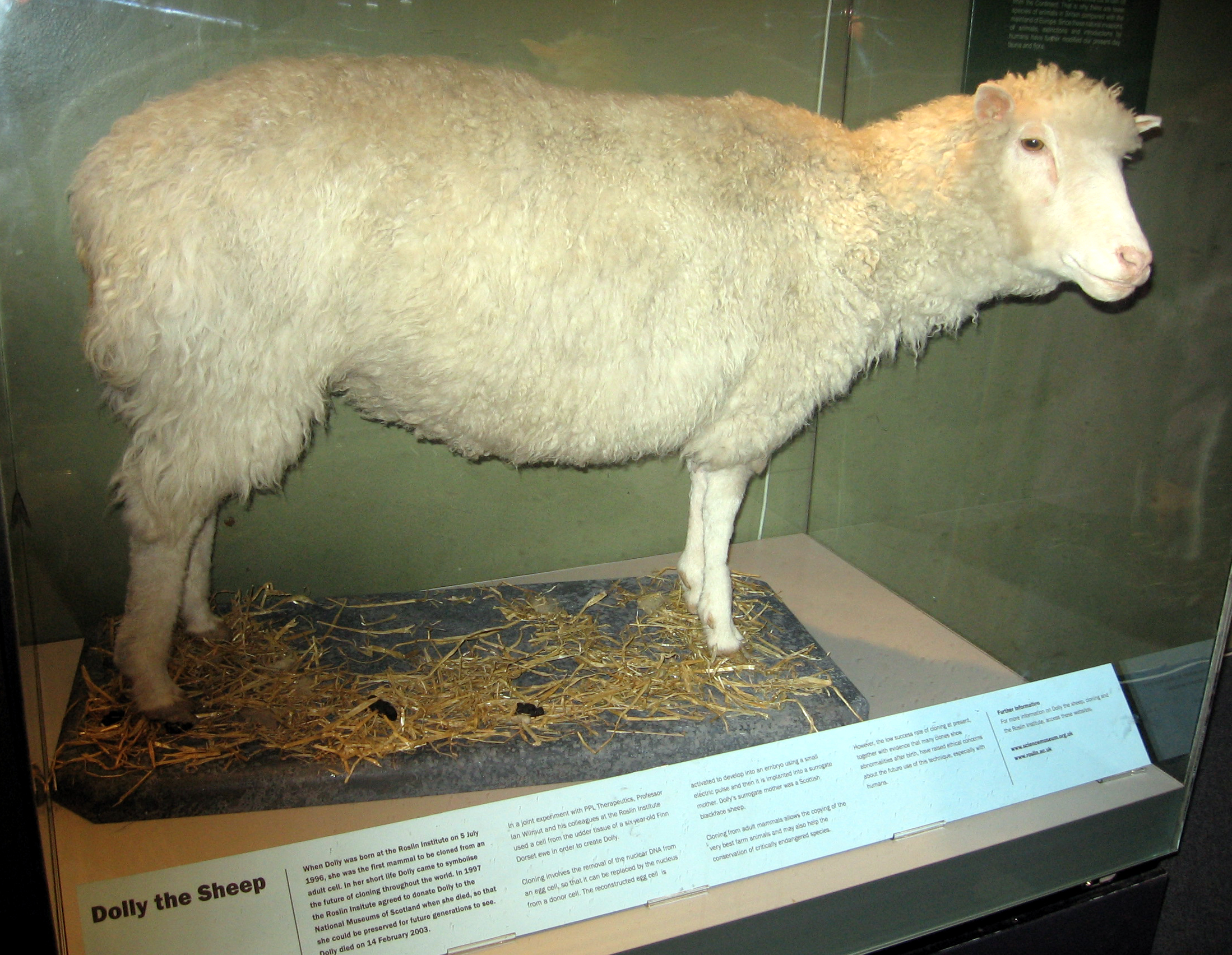
Овечка Долли — это первое живое существо, клонированное из клетки взрослого животного.

В феврале 1997 года команда Рослинского института сообщила о рождении овечки Долли, клонированной из клетки взрослой овцы. Предыдущие 227 попыток провести клонирование не удались (овцы погибли). Долли выглядела здоровой, прожила шесть лет, родила нескольких ягнят. Но в 2003 году была подвергнута эвтаназии после начавшейся неизлечимой болезни лёгких. Несмотря на то, что рождение Долли было прорывом в науке, эксперимент вызвал дебаты о возможном клонировании не только овец, но и людей.

#### Кембридж

Мартышка после искусственно вызванной травмы мозга, запечатлённая на видео в Кембридже организацией BUAV

Британский союз за отмену вивисекции (BUAV) привлёк внимание к экспериментам на приматах в Кембридже в 2002 году. В ряде судебных разбирательств BUAV утверждала, что у обезьян с помощью хирургических операций вызывали инсульт, после чего оставляли без какого-либо ухода до пятнадцати часов. Обезьян мало кормили, чтобы заставить выполнять определённые действия. Судья не признал вину университета. После проверки лабораторий правительственный инспектор заявил, что ветеринарное обеспечение Кэмбриджа «образцовое», персонал «адекватно обучен», соблюдаются «стандарты содержания и ухода» за животными.

#### Колумбийский университет
В октябре 2003 года CNN показала репортаж об Институте сравнительной медицины (Institute of Comparative Medicine) Колумбийского университета. Ветеринар университета Катерина Делл-Орто (Catherine Dell’Orto) предоставила доказательства того, что некоторых обезьян после операции по удалению глазных яблок (в рамках исследования инсультов) оставляли страдать в клетках без обезболивающих (или эвтаназии). От боли обезьяны ломали пальцы на руках. Департамент сельского хозяйства США подтвердил, что животные содержались в плохих условиях. Колумбийский университет пообещал пересмотреть программу ухода за животными, а также критерии эвтаназии.

#### Covance
В 2004 году немецкий журналист Фридрих Мюльн снял на скрытую камеру сотрудников компании Covance (крупнейший центр по опытам на обезьянах в Европе), которые заставляли обезьян танцевать под громкую музыку, грубо обращались с ними, кричали на них. Обезьян держали в маленьких проволочных клетках со слабым освещением и высоким уровнем окружающего шума (от радиоприёмника лаборантов).
Приматолог Джейн Гудал назвала условия содержания обезьян ужасными. Другой специалист по приматам Стивен Бренд заявил, что использование обезьян в подобных условиях — это недобросовестная наука, и их нельзя оправдать получением каких-либо ценных данных. В 2004 и 2005 годах PETA тайно провела видеосъёмку внутри американского отделения Covance, на которой обезьяны в тяжёлом состоянии были лишены какого-либо медицинского ухода. Департамент сельского хозяйства США оштрафовал Covance.

### Угрозы учёным
В 2006 году исследователь обезьян из Калифорнийского университета в Лос-Анджелесе (UCLA) прекратил эксперименты в своей лаборатории после угроз от некоторых активистов зоозащитных организаций. У исследователя был грант на использование 30 макак в зрительных экспериментах. Каждая из макак была подвергнута анестезии для одиночного физиологического эксперимента длительностью в 120 часов, после чего «усыплялась» (то есть, умерщвлялась). Имя исследователя, телефонный номер и адрес были размещены на веб-сайте проекта «Свобода обезьян» (Primate Freedom Project). Напротив его дома начались демонстрации. Один из активистов Фронта освобождения животных по ошибке поставил бутылку с «коктейлем Молотова» на крыльцо дома никак не связанной с университетом пожилой женщины. Через некоторое время исследователь отправил электронное письмо проекту «Свобода обезьян» со словами: «Вы победили. Пожалуйста, больше не беспокойте мою семью». В другом инциденте с университетом UCLA в 2007 году Бригада по освобождению животных разместила бомбу под машиной офтальмолога UCLA, который ставил эксперименты над кошками и обезьянами. Однако у бомбы был неисправный запал и она не взорвалась. Эти нападения, как и другие подобные инциденты, побудили правительство США классифицировать подобные действия защитников животных, как экотерроризм.

## Альтернативы опытам на животных
Некоторые учёные и правительства ряда стран требуют, чтобы страдания, как и само использование лабораторных животных, сводились к минимуму. Существует так называемый «принцип трёх R» (replacement, reduction, refinement — замещение, сокращение, усовершенствование):
1. Замещение опытов с животными опытами без использования оных;
2. Сокращение количества животных в экспериментах;
3. Усовершенствование методов исследований, позволяющих минимизировать боль и страдания лабораторных животных, а также улучшить условия их содержания[157].

Впервые принцип был предложен Расселом и Берчем в 1959 году и усовершенствован Тацудзи Номурой, директором Центрального института экспериментальных животных в Японии.
В апреле 2025 FDA объявило о плане снизить и затем заменить испытания на животных при разработке моноклональных антител и других лекарств.
Использование методов in vitro обладает рядом преимуществ, включая высокую специфичность, точность, снижение финансовых затрат и ускорение процесса тестирования. Среди основных барьеров для внедрения альтернативных методов можно выделить: трудности в доказательстве корреляции между тестами in vivo и in vitro, отсутствие единых регуляторных стандартов (начальный этап гармонизации регуляторных требований).
Методы машинного обучения (ML) и компьютерного моделирования (in silico) позволяют предсказывать токсичность, метаболизм и другие параметры, сокращая потребность в экспериментах на животных. Нейросетевые модели особенно эффективны для прогнозирования канцерогенности, генотоксичности и фармакокинетики. проникновение через гематоэнцефалический барьер, всасываемость в желудочно-кишечном тракте и печеночный клиренс, поэтому являются перспективным инструментом для доклинических исследований, сокращая затраты времени и ресурсов на экспериментальные испытания.